# Linstead Parva
Linstead Parva is een civil parish in het bestuurlijke gebied Suffolk Coastal, in het Engelse graafschap Suffolk. In 2001 telde het civil parish 81 inwoners.